# اورنییوس دل کامینو
هرنییس دل کامینو (به اسپانیایی: Hornillos del Camino) یک شهرستان در اسپانیا است.